# Regular Show
Regular Show és una sèrie d'animació nord-americana creada per JG Quintel per a Cartoon Network. La serie va ser transmèsa des del 6 de setembre de 2010 fins al 16 de gener de 2017, a través de vuit temporades i 261 episodis. La sèrie és protagonitzada per Mordecai (un gaig nord-americà), Rigby (un os rentador), els seus companys de feina: Skips (un ieti), Pops (un home amb forma de piruleta), Muscle Man, Hi-Five Ghost, i el seu cap, Benson (una màquina de xiclets). Tots aquests treballen en un parc local com a jardiners. Mordecai i Rigby es passen els dies relaxant-se i intentant evitar la feina de cada dia, malgrat tot, les seves accions sempre acaben conduint a escenaris surrealistes, extrems i sobrenaturals. L'any 2015 la sèrie va donar peu a una pel·lícula titulada Regular Show: The Movie.

## Origen
Molts dels personatges de Regular Show estan basats en els personatges de The Naïve Man from Lolliland i 2 in the AM PM. Dos projectes creats per Quintel quant era estudiant al California Institute of the Arts. El primer va ser un dels guanyadors del Nicktoons Film Festival de 2005 i va rebre atenció internacional després de ser emès a Nicktoons Network. Quintel va presentar Regular Show per al projecte Cartoonstitute de Cartoon Network, en el qual la xarxa va permetre als artistes joves crear pilots sense notes, que possiblement s'optarien com a espectacles. La sèrie es va estrenar el 6 de setembre de 2010 a Cartoon Network.

## Premis
Al maig de 2013, el programa havia estat vist per aproximadament entre 2 i 2,5 milions d'espectadors cada setmana. La sèrie ha rebut elogis de la crítica i ha desenvolupat un seguiment de totes les edats, tot i que ha generat controvèrsia pel seu humor fosc, insinuacions sexuals, violència i temes madurs. Regular Show ha estat nominat a diversos premis, entre ells set Annie Awards, sis Primetime Emmy Awards, un dels quals va guanyar per l'episodi «Eggscellent» (temporada 3, episodi 18) i tres premis infantils de l'Acadèmia Britànica.

## Doblatge
El doblatge de la sèrie (en anglès) és relativament discret, i la intenció era que la majoria dels personatges sonessin naturals i conversacionals. Quintel volia fer que l'espectacle fos escoltable i contrastat amb la majoria dels altres dibuixos animats, que sovint són difícils d'escoltar per als adults. El repartiment principal està format pels veterans de veu Mark Hamill, que interpreta Skips, i Roger Craig Smith, que interpreta Thomas. William Salyers interpreta la veu de Rigby; Janie Haddad interpreta Margaret; L'antic company de classe de CalArts de Quintel, Sam Marin, dona veu a Benson, Pops i Muscle Man. Finalment, el mateix Quintel retrata Mordecai i Hi-Five Ghost. Els membres del personal de producció han donat veu a diversos personatges al llarg de la sèrie, com Minty Lewis, Toby Jones, Andress Salaff i Matt Price. El repartiment del Regular Show va gravar les seves línies juntes en grup en lloc de sessions de gravació individuals per a cada actor; això va ajudar a fer que el diàleg de l'espectacle sonés natural. La sèrie utilitzava regularment actors de veu convidats per a personatges recurrents, com Steven Blum, Courtenay Taylor, David Ogden Stiers, Jeff Bennett, Jennifer Hale y Fred Tatasciore.